# Moreauite
La moreauite è un minerale.